# Niwica (powiat gorzowski)
Niwica – wieś w Polsce położona w województwie lubuskim, w powiecie gorzowskim, w gminie Deszczno.
W latach 1975–1998 miejscowość należała administracyjnie do województwa gorzowskiego.